# Fred (Fußballspieler, 1979)
Helbert Frederico Carreiro da Silva (* 18. August 1979 in Belo Horizonte), genannt Fred, ist ein ehemaliger brasilianischer Fußballspieler.

## Karriere
Fred spielte während seiner Jugendzeit bei América Mineiro in seiner Heimatstadt Belo Horizonte und erhielt dort auch seinen ersten Profivertrag. Zudem spielte er auch bei Guarani FC und Tupi FC.

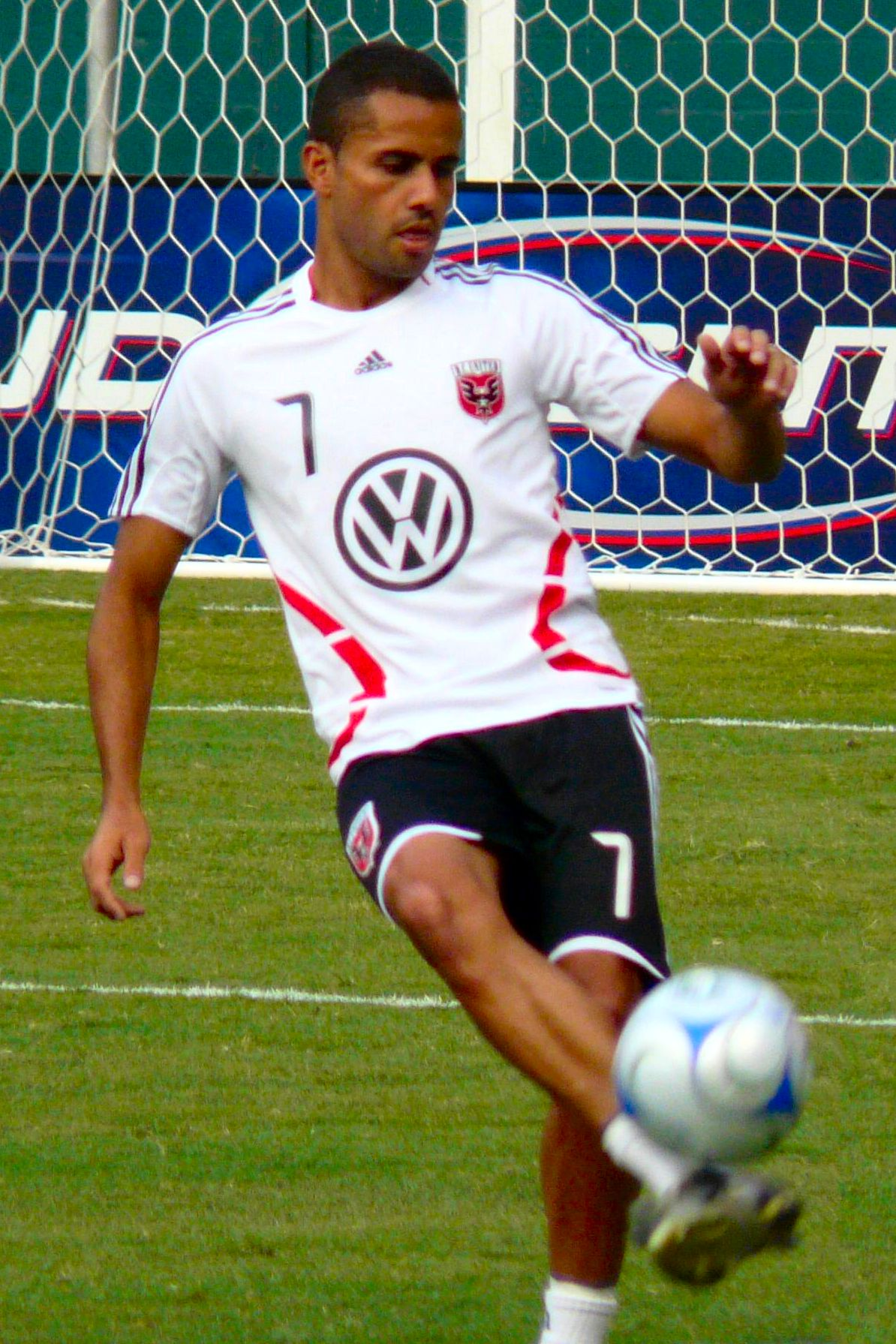
Fred vor einem Spiel mit D.C. United (2008)

Im Sommer 2006 wechselte er nach Australien zu Melbourne Victory. Dort agierte der Brasilianer im offensiven Mittelfeld hinter den Stürmern Archie Thompson und Daniel Allsopp. Nicht zuletzt dank seiner Leistungen, wurde Melbourne mit den mit Abstand meisten erzielten Treffern Meister der regulären Saison und gewann anschließend auch die Meisterschaftsplayoffs. Den Saisonhöhepunkt bildete dabei das Grand Final gegen Adelaide United. Zum 6:0-Endspielerfolg trug Fred mit vier Torvorlagen für den fünfmaligen Torschützen Archie Thompson bei.
Im Anschluss wechselte er im Frühjahr 2008 in die US-amerikanische Profiliga Major League Soccer zu D.C. United, mit denen er 2007 ebenfalls den ersten Rang in der regulären Saison belegte. Dennoch scheiterte man in den Play-offs bereits in der ersten Runde. 2008 gewann er mit United den nationalen Pokalwettbewerb Lamar Hunt U.S. Open Cup, im Finale erzielte er in der 50. Minute den 2:1-Siegtreffer gegen Charleston Battery. Nach der Saison 2008 kehrte er als Gastspieler der Wellington Phoenix kurzzeitig in die A-League zurück und absolvierte drei Partien, bevor er seinen Aufenthalt wegen des plötzlichen Todes seines Vaters abbrach. Ende 2008 führte der australische Ableger des Magazins FourFourTwo Fred in seiner Liste der besten A-League-Importe auf Rang 2 hinter Dwight Yorke.
In der Saison 2010 spielte Fred für Philadelphia Union, zur Saison 2011 wurde er von New England Revolution im Re-Entry-Draft ausgewählt, konnte sich mit dem Klub aber auf keinen Vertrag einigen und wurde schließlich an D.C. United abgegeben, wo auch sein jüngerer Bruder Junior Carreiro spielte. Zur Saison 2011/12 kehrt er nach Australien zurück und wird als Marquee-Spieler für Melbourne Heart auflaufen, kurz vor Saisonstart wurde er von Trainer John van ’t Schip als Nachfolger von Simon Colosimo zum Mannschaftskapitän ernannt.
Zur Saison 2014 kehrte Fred in die USA zurück um für die Philadelphia Union anzutreten. Hier blieb er bis zum Ende der Saison 2015. Das Folgejahr verbrachte Fred beim Bethlehem Steel FC, wo er zum Abschluss der Saison seine aktive Laufbahn beendete.

## Erfolge
- Meister der A-League: 2006/07
- MLS Supporters’ Shield: 2007
- Lamar Hunt U.S. Open Cup: 2008

## Auszeichnungen
- PFA Team of the Year: 2011/12